# Claudi Esop
Claudi Esop o Clodi Esop (en llatí Claudius o Clodius Aesopus) fou el més famós actor tràgic de Roma del segle I aC. Era probablement un llibert de la Gens Clàudia, i Horaci i altres autors el comparen a Quint Rosci (Roscius) el més gran comediant. Segons Quintilià, Rosci excel·lia en la comèdia, i tenia una pronunciació ràpida i perfecta. Esop, en la tragèdia, era més lent (gravior) en la pronúncia.
Claudi Esop es va esforçar molt per perfeccionar el seu art. Estudiava amb detall l'acció de les persones en la seva vida real, i quan hi havia algun judici important, especialment els de Quint Hortensi Hòrtal, hi acudia com a espectador per veure i poder representar els sentiments que s'expressaven allà. Segons Ciceró tenia una gran expressivitat i per això no li calia usar mascara, encara que s' n'havia d'usar, passava un temps mirant quina expressió mostrava per poder adaptar-ne els gestos i la veu. Ciceró, que era amic seu i l'anomenava noster Aesopus, el considerava summus artifex, i deia que podia interpretar el paper de protagonista no només a l'escenari sinó a la vida real. Durant el seu exili, Ciceró va rebre moltes mostres d'amistat de Claudi Esop. En una ocasió, quan Esop interpretava el paper de Telamó desterrat del seu país en una de les obres de Luci Acci, a través de la seva interpretació i una hàbil substitució d'algunes paraules, sense anomenar-lo va donar a entendre a tothom el mal que s'havia fet a Ciceró. Tot el teatre va aplaudir.
No se sap amb seguretat la data de la seva mort, però quan es va inaugurar el Teatre de Pompeu l'any 55 aC ja era considerat més aviat vell i probablement s'havia retirat a causa de la seva salut. En aquella ocasió va aparèixer de nou, però en un moment de gran intensitat de l'obra que representava li va fallar la veu i no va poder seguir. Va fer una gran fortuna i va deixar dos-cents mil sestercis al seu fill Clodi, que s'ho va malgastar tot.